# جنگل‌بان اوسترودنس
جنگل‌بان اوسترودنس (نام علمی: Zygaena osterodensis) نام یک گونه از تیره جنگل‌بانان است.